# Howard Johnson (saxofonist)
Howard Johnson (Boston, 1905 – 1991) was een Amerikaanse jazzmuzikant (saxofoon, klarinet) van de swing.

## Biografie
Johnson speelde begin jaren 1930 bij Elmer Snowden en Benny Carter (1933). Vanaf 1934 speelde hij tot 1939 in het orkest van Teddy Hill. Johnson is te horen op diens inspelingen van Uptown Rhapsody, Passinette (1936) en King Porter Stomp (1937). Tijdens de Europese tournee van de band maakte hij opnamen met Dickie Wells: Nobodys Blues But My Own, Hot Club Blues, Dinah (1937). Later werkte hij samen met Claude Hopkins, Don Redman (1945) en Dizzy Gillespie (Dizzy Gillespie Big Band, 1946–48).
Hij dient niet te worden verwisseld met de tubaspeler en baritonsaxofonist Howard Johnson (1941-2021).

## Discografie
- 1935-1940: Roy Eldridge: Little Jazz (Columbia Records)
- Dizzy Gillespie: Groovin' High (Savoy Records, 1945–1946), Pleyel 48 (Vogue, 1948)
- 1940: Horace Henderson: 1940 (Claccics)
- 1937-1940: Claude Hopkins: 1937-1940 (Classics)